# Musée de l'automobile d'Espoo
 (avril 2021).
Si vous disposez d'ouvrages ou d'articles de référence ou si vous connaissez des sites web de qualité traitant du thème abordé ici, merci de compléter l'article en donnant les références utiles à sa vérifiabilité et en les liant à la section « Notes et références ».
Le musée de l'automobile d'Espoo (finnois : Espoon Automuseo) est un musée situé dans un bâtiment du manoir de Pakankylä à Espoo en Finlande.